# E3 Saxo Bank Classic 2022
La 64.ª edición de la clásica ciclista E3 Saxo Bank Classic fue una carrera en Bélgica que se celebró el 25 de marzo de 2022 sobre un recorrido de 203,9 kilómetros con inicio y final en la ciudad de Harelbeke. 
La carrera forma parte del UCI WorldTour 2022, calendario ciclístico de máximo nivel mundial, siendo la novena carrera de dicho circuito y fue ganada por el belga Wout van Aert del Jumbo-Visma. Completaron el podio, como segundo y tercer clasificado respectivamente, el francés Christophe Laporte del mismo equipo y el suizo Stefan Küng del Groupama-FDJ.

## Equipos participantes
Tomaron parte en la carrera 25 equipos: 18 de categoría UCI WorldTeam y 7 de categoría UCI ProTeam. Formaron así un pelotón de 175 ciclistas de los que acabaron 111. Los equipos participantes fueron:
| WorldTeams (18)- AG2R Citroën Team - Astana Qazaqstan Team - Bahrain Victorious - Bora-Hansgrohe - Cofidis - EF Education-EasyPost - Groupama-FDJ - Ineos Grenadiers - Intermarché-Wanty-Gobert Matériaux - Israel-Premier Tech - Jumbo-Visma - Lotto-Soudal - Movistar Team - Quick-Step Alpha Vinyl - BikeExchange-Jayco - Team DSM - Trek-Segafredo - UAE Team Emirates ProTeams (7)- Alpecin-Fenix - Bardiani-CSF-Faizanè - Bingoal Pauwels Sauces WB - Sport Vlaanderen-Baloise - TotalEnergies - B&B Hotels-KTM - Uno-X Pro Cycling Team |
| |

## Clasificación final
- La clasificación finalizó de la siguiente forma:[2]

| \| Clasificación general \| Clasificación general \| Clasificación general \| Clasificación general \| Clasificación general \| \| Ciclista \| Ciclista \| Equipo \| Tiempo \| \| \| --------------------- \| --------------------- \| ---------------------------------- \| --------------------- \| --------------------- \| \| 1.º \| Wout van Aert \| Jumbo-Visma \| 4 h 38 min 04 s \| \| \| 2.º \| Christophe Laporte \| Jumbo-Visma \| + 0 s \| \| \| 3.º \| Stefan Küng \| Groupama-FDJ \| + 1 min 35 s \| \| \| 4.º \| Matej Mohorič \| Bahrain Victorious \| + 1 min 36 s \| \| \| 5.º \| Biniam Girmay \| Intermarché-Wanty-Gobert Matériaux \| + 1 min 36 s \| \| \| 6.º \| Jhonatan Narváez \| Ineos Grenadiers \| + 1 min 36 s \| \| \| 7.º \| Valentin Madouas \| Groupama-FDJ \| + 1 min 36 s \| \| \| 8.º \| Dylan van Baarle \| Ineos Grenadiers \| + 1 min 36 s \| \| \| 9.º \| Tiesj Benoot \| Jumbo-Visma \| + 1 min 36 s \| \| \| 10.º \| Kasper Asgreen \| Quick-Step Alpha Vinyl \| + 1 min 36 s \| \| |                    |                                    |                 |
| |                    |                                    |                 |
| Fuente: ProCyclingStats |                    |                                    |                 |
| Clasificación general |                    |                                    |                 |
| Ciclista | Ciclista           | Equipo                             | Tiempo          |
| 1.º | Wout van Aert      | Jumbo-Visma                        | 4 h 38 min 04 s |
| 2.º | Christophe Laporte | Jumbo-Visma                        | + 0 s           |
| 3.º | Stefan Küng        | Groupama-FDJ                       | + 1 min 35 s    |
| 4.º | Matej Mohorič      | Bahrain Victorious                 | + 1 min 36 s    |
| 5.º | Biniam Girmay      | Intermarché-Wanty-Gobert Matériaux | + 1 min 36 s    |
| 6.º | Jhonatan Narváez   | Ineos Grenadiers                   | + 1 min 36 s    |
| 7.º | Valentin Madouas   | Groupama-FDJ                       | + 1 min 36 s    |
| 8.º | Dylan van Baarle   | Ineos Grenadiers                   | + 1 min 36 s    |
| 9.º | Tiesj Benoot       | Jumbo-Visma                        | + 1 min 36 s    |
| 10.º | Kasper Asgreen     | Quick-Step Alpha Vinyl             | + 1 min 36 s    |

## Ciclistas participantes y posiciones finales
Convenciones:
- AB: Abandono
- FLT: Retiro por llegada fuera del límite de tiempo
- NTS: No tomó la salida
- DES: Descalificado o expulsado

## UCI World Ranking
La E3 Saxo Bank Classic otorgó puntos para el UCI World Ranking para corredores de los equipos en las categorías UCI WorldTeam, UCI ProTeam y Continental. Las siguientes tablas son el baremo de puntuación y los diez corredores que obtuvieron más puntos:
| Posición   | 1.º | 2.º | 3.º | 4.º | 5.º | 6.º | 7.º | 8.º | 9.º | 10.º | 11.º | 12.º | 13.º | 14.º | 15.º | 16.º-20.º | 21.º-30.º | 31.º-50.º | 51.º-55.º | 56.º-60.º |
| Puntuación | 400 | 320 | 260 | 220 | 180 | 140 | 120 | 100 | 80  | 68   | 56   | 48   | 40   | 32   | 28   | 24        | 16        | 8         | 4         | 2         |

| Clasificación |                    |                                    |        |
| Posición      | Ciclista           | Equipo                             | Puntos |
| ------------- | ------------------ | ---------------------------------- | ------ |
| 1.º           | Wout van Aert      | Jumbo-Visma                        | 400    |
| 2.º           | Christophe Laporte | Jumbo-Visma                        | 320    |
| 3.º           | Stefan Küng        | Groupama-FDJ                       | 260    |
| 4.º           | Matej Mohorič      | Bahrain Victorious                 | 220    |
| 5.º           | Biniam Girmay      | Intermarché-Wanty-Gobert Matériaux | 180    |
| 6.º           | Jhonatan Narváez   | INEOS Grenadiers                   | 140    |
| 7.º           | Valentin Madouas   | Groupama-FDJ                       | 120    |
| 8.º           | Dylan van Baarle   | INEOS Grenadiers                   | 100    |
| 9.º           | Tiesj Benoot       | Jumbo-Visma                        | 80     |
| 10.º          | Kasper Asgreen     | Quick-Step Alpha Vinyl             | 68     |